# Диметилдихлорсилан
Диметилдихлорсилан — химическое соединение,
алкил- и хлорпроизводное моносилана с формулой (CH3)2SiCl2,
бесцветная жидкость,
легко гидролизуется во влажном воздухе.

## Получение
- Пропускание метилхлорида через нагретый порошкообразный кремний в присутствии катализатора:

{\displaystyle {\mathsf {Si+CH_{3}Cl\ {\xrightarrow {300^{o}C,CuCl}}\ (CH_{3})_{2}SiCl_{2}}}}
продукты реакции содержат также триметилхлорсилан, их разделяют фракционной перегонкой.

## Физические свойства
Диметилдихлорсилан образует бесцветную жидкость,
легко гидролизуется во влажном воздухе.